# Adriana Holhoș-Stoian
Adriana Veronica Holhoș (n. 14 iulie 1987 la Zalău) este o fostă jucătoare profesionistă de handbal din România care a evoluat pe postul de inter stânga.
Adriana a debutat în Liga Națională în 2003, când avea doar 16 ani. Ea a fost legitimată la clubul sălăjean Silcotub Zalău, ulterior HC Zalău, pentru care a fost principala marcatoare în sezonul 2010-2011. Adriana Holhos a intrat într-un conflict prelungit cu antrenorul Gheorghe Tadici, pe care l-a acuzat ulterior în presă că a supus-o unor experiențe traumatizante, prin diverse metode de denigrare, jigniri și instigarea echipei împotriva ei.
Conflictul cu Tadici s-a transformat într-unul cu clubul HC Zalău. Clubul i-a desfăcut contractul de muncă în luna aprilie 2011, cu trei luni mai devreme de expirare. Adriana Holhos a contestat decizia de concediere la Tribunalul Sălaj, în luna mai 2011. În această perioadă, devenită liberă de contract, Stoian a profitat de acest lucru pentru a negocia un contract cu altă echipă. Până la urmă, dintre ofertele numeroase sosite pe adresa sa, Adriana Holhoș a semnat cu vicecampioana “U” Jolidon Cluj-Napoca.
În octombrie 2011, Tribunalul Sălaj i-a dat parțial câștig de cauză jucătoarei în procesul intentat clubului din Zalău, constatând nulitatea deciziei de concediere nr.148/07.04.2011 și obligând HC Zalău „să plătească reclamantei despăgubiri egale cu salariile indexate, majorate și reactualizate, și cu celelalte drepturi de care ar fi beneficiat reclamanta în perioada 07.04.2011-30.06.2011”. De altfel, Holhoș a depus imediat după concediere un memoriu și la Federația Română de Handbal, care i-a dat de asemenea câștig de cauză.

## Palmares
- Bronz la campionatul național de junioare III, ediția 2000-2001
- Bronz la campionatul național de junioare I, ediția 2002-2003
- Golghetera turneului final național de junioare I, ediția 2003-2004
- Debut în 2003 în Liga națională (la 16 ani) la Silcotub Zalău (ulterior HC), unde a rămas până în 2011.
- Participare la loturile naționale de cadete, junioare, tineret și senioare B
- Campioană a României cu Silcotub Zalău, edițiile 2003-2004, 2004-2005
- Prezentă în cupele europene și în calificările Ligii Campionilor (la doar 18 ani), edițiile 2003-2006
- Participare în Cupa EHF, edițiile 2009-2010, 2010-2011
- Locul 2 în clasamentul golgheterelor campionatului național, ediția 2009-2010
- Golghetera echipei H.C. Zalău, edițiile 2009-2010, 2010-2011

## Accidentare
Pe 4 februarie 2012, în meciul tur al optimilor de finală ale Cupei Cupelor EHF disputat la Cluj și pierdut de Jolidon în fața campioanei Rusiei, Dinamo Volgograd, Adriana Holhoș  s-a accidentat grav la genunchiul stâng, fiind scoasă pe brațe din teren. În urma analizelor medicale s-a dovedit că a suferit o ruptură la ligamentele încrucișate, devenind indisponibilă pentru echipa sa până la sfârșitul sezonului.

## Viața personală
Adriana Holhos a absolvit Facultatea de Științe Economice și Gestiunea Afacerilor din cadrul Universității Babeș Bolyai din Cluj-Napoca, iar în prezent este în ultimul an la master.